# Lista monumentelor istorice din județul Prahova - L

Simbol utilizat pentru monumentele istorice

Lista monumentelor istorice din județul Prahova - L cuprinde monumentele istorice înscrise în Patrimoniul cultural național al României și aflate în localități din județul Prahova al căror nume începe cu litera L. 
Lista completă este menținută și actualizată periodic de către Ministerul Culturii, Cultelor și Patrimoniului Național din România, prin intermediul Institutului Național al Patrimoniului, ultima versiune datând din 2015. Această listă cuprinde și actualizările ulterioare, realizate prin ordin al ministrului culturii.
Puteți căuta un monument din județul Prahova folosind formularul de mai jos sau puteți naviga prin toate monumentele din județ la lista monumentelor istorice din județul Prahova.
| Cod LMI                               | Denumire                             | Localitate                              | Localizare                               | Datare, Creatori   | Imagine               | Erori             |
| ------------------------------------- | ------------------------------------ | --------------------------------------- | ---------------------------------------- | ------------------ | --------------------- | ----------------- |
| PH-I-s-B-16188 (RAN: 132262.01)       | Situl arheologic de la Lacu Turcului | sat Lacu Turcului; comuna Balta Doamnei | Str. Principală 36                       |                    | Încarcă foto \| video | Raportează eroare |
| PH-I-m-B-16188.01 (RAN: 132262.01.02) | Așezare                              | sat Lacu Turcului; comuna Balta Doamnei | Str. Principală 36 44.76139°N 26.21305°E | sec. V-VII p. Chr. | Încarcă foto \| video | Raportează eroare |
| PH-I-m-B-16188.02 (RAN: 132262.01.01) | Așezare                              | sat Lacu Turcului; comuna Balta Doamnei | Str. Principală 36 44.76139°N 26.21305°E | Neolitic           | Încarcă foto \| video | Raportează eroare |
| PH-I-s-B-16189 (RAN: 133928.01)       | Așezare                              | sat Lapoș; comuna Lapoș                 | „Poiana lui Roman” 45.13556°N 26.43056°E | Paleolitic         | Încarcă foto \| video | Raportează eroare |
| PH-II-m-A-16524                       | Biserica de lemn „Sf. Gheorghe”      | sat Lăpoșel; comuna Lapoș               | În cimitir                               | 1823               | Încarcă foto \| video | Raportează eroare |
| PH-II-m-B-16526                       | Casa Aurica Iancu                    | sat Lunca Mare; comuna Șotrile          | 6                                        | 1920               | Încarcă foto \| video | Raportează eroare |